# 市中肺炎
市中肺炎（しちゅうはいえん、community-acquired pneumonia)とは、普段の社会生活を送っている中で罹患した肺炎のことである。対義語は院内肺炎であり、これは医療機関受診によって発生した肺炎を指す。
原因には、ウイルス、バクテリア、真菌、寄生虫がある 。市中肺炎の20%はウイルス性であるとされる 。

## 疫学
市中肺炎は次の様に定義される。
1. 90日以内に入院歴がない。
2. 療養病床に入院しておらず、介護施設に入所していない。
3. 介護を必要とする高齢者、身体障害者でない。
4. 継続的な血管内治療（透析、抗菌薬、化学療法、免疫抑制薬など）を受けていない

厚生労働省の患者統計によると、外来患者として受診した呼吸器疾患の症例のうち、80%が感染症であり、肺炎はそのうち1%程度を占めている。なお、医療機関に入院して48時間以後に発症したものは院内肺炎として区別される。分子生物学的手法では82%の症例で細菌が検出された。

## 病態生理学
病原微生物としては、下記のようなものがある。

### ウイルス
- RSウイルス
- パラインフルエンザウイルス
- インフルエンザウイルス
- アデノウイルス

### バクテリアと真菌
定型肺炎（一般細菌性肺炎）
- 肺炎球菌[4]
- インフルエンザ菌
- モラクセラ
- クレブシエラ・ニューモニエ（肺炎桿菌）
- 黄色ブドウ球菌

非定型肺炎
- 細菌
  - レジオネラ
  - マイコプラズマ
- 偏性細胞内寄生菌
  - クラミジア
  - コクシエラ菌

また、小児では年齢によって起炎菌が異なることも知られている。
| 名称   | 時期                  | 肺炎好発起炎菌                        |
| ------ | --------------------- | ------------------------------------- |
| 新生児 | 出生後28日未満        | B群溶血性連鎖球菌、大腸菌、ブドウ球菌 |
| 乳児   | 生後28日から1歳未満   | ブドウ球菌、肺炎球菌                  |
| 幼児   | 満1歳から小学校就学前 | 肺炎球菌、インフルエンザ桿菌          |
| 学童   | 小学生                | マイコプラズマ、肺炎球菌              |

### 寄生虫
- エキノコックス症
- フィラリア症

## 検査・診断
現在、日本では日本呼吸器学会による市中肺炎ガイドラインが発行されており、検査所見、リスクファクターにのっとって診断を進める。

### 重症度分類
日本の市中肺炎ガイドラインによる重症度分類システムは、イギリス胸部疾患学会のCURB-65システムを参考にしたもので、A-DROPシステムと称する。
使用する指標
Age - 男性70歳以上、女性75歳以上
Dehydration - BUN 21mg/mL以上、または脱水あり
Respiration - SpO2 90%以下（PaO2 60Torr以下）
Orientation - 意識障害
Pressure - 収縮期血圧 90mmHg以下
重症度分類
超重症 - 4〜5項目該当するか、1項目以上該当し、かつ、ショック(循環不全)が存在する場合であり、集中治療室での治療の適応となる。
重症 - 3項目該当する場合であり、入院治療の適応となる。
中等症 - 1〜2項目該当する場合であり、外来ないし入院治療の適応となる。
軽症 - 該当項目がない場合であり、外来での治療の適応となる。

### 定型/非定型
アメリカにおける肺炎のガイドラインでは定型肺炎と非定型肺炎の区別は不可能とされているが、日本の肺炎のガイドラインは区別が可能としている。定型肺炎と非定型肺炎は以下の6つの項目のスコアリングによって行う。
- 年齢60歳未満。
- 基礎疾患がないあるいは軽微。
- 頑固な咳がある。
- 胸部聴診上所見が乏しい。
- 痰がない。あるいは迅速診断キットで原因菌が証明されない。
- 末梢血白血球が10,000/μl未満である。

以上の項目で、4項目以上に該当すれば非定型肺炎であり、3項目未満であれば定型肺炎である。なお、末梢血白血球数を除いた5項目で3項目以上ならば非定型肺炎であり、2項目未満であれば定型肺炎とする方法も存在し、これならば診療所でも判定可能である。
また定型肺炎の起炎菌同定に、血液培養2セット採取を推奨する市中肺炎として、アメリカ感染症学会は、ICU管理下、肺内空洞合併、白血球数減少、アルコール多飲、肝硬変／肝不全、無脾症／脾臓摘出後、尿中肺炎球菌抗原陽性、胸水貯留などの合併を挙げている。

## 治療
病原微生物を特定し、これを標的にしぼった治療を行なうのが理想であるが、しばしば肺炎は急激な経過をとるため、受診後4時間以内（かつては8時間以内）の抗菌薬の開始が勧められており、経験的治療を余儀なくされる場合が多い。この場合、#定型/非定型の鑑別が最優先となる。なお、アメリカのガイドラインではまずは定型肺炎のβラクタム薬と非定型肺炎の治療薬の併用を行い、培養の結果を見て片方を中止するという方法がとられているが、日本の場合は確信できなければ非定型肺炎の治療を行うように推奨されている。

### 治療方針
定型肺炎
基礎疾患や危険因子がなければ、市中肺炎で頻度が高く、病原性も高い微生物は肺炎球菌である。β-ラクタム系抗生物質が第一選択となる。アモキシシリンやクラブラン酸・アモキシシリン配合剤、β-ラクタマーゼ阻害剤配合アンピシリン（スルタミシリントシル酸塩水和物）が典型的である。
- ペニシリン耐性肺炎球菌(PRSP)は近年減少傾向にあり、日本での肺炎球菌の99.6％がペニシリン系抗菌薬に感受性がある。ニューキノロン系抗菌薬の耐性は2％、マクロライド系抗菌薬の耐性は実に85％であり、肺炎球菌性肺炎の外来治療にはペニシリン系抗菌薬を選択する。

65歳以上であったり基礎疾患を有する場合・起炎菌が肺炎球菌でない場合は、マクロライド系抗生物質やテトラサイクリン系抗生物質を併用する。慢性の呼吸器疾患がある場合はニューキノロン系抗生物質を使用する。従来より、レボフロキサシンなどのニューキノロン（IIa世代キノロン）が広く使われてきたが、トスフロキサシンなど第IIb世代以降のキノロン系薬剤はレスピラトリーキノロンと通称されており、より強い抗菌作用が認められている。
非定型肺炎
クラリスロマイシンなどのマクロライド系抗生物質やテトラサイクリン系抗生物質が用いられる。また、特にレジオネラが疑われる場合、シプロフロキサシンなど静注用ニューキノロン系薬剤が第1選択となる。

### 効果判定
重症例では2日後、通常は3日後に初期抗菌薬の有効性の評価を行う。7日以内に有効性の評価と終了時期の評価を行い、14日以内に終了時期や薬剤の変更の評価を行う。
初期治療の効果判定
- 発熱
- 症状（呼吸数、痰、肺雑音）
- 白血球

抗菌薬投与終了の目安
- 解熱（目安としては37度以下）
- 白血球増加の改善（正常化が目安）
- CRPの改善（最高値の30%以下への低下）
- 胸部X線写真の明らかな改善

基礎疾患がなければ上記項目4項目中3項目を満たした時点で、基礎疾患があれば4項目中3項目を満たした4日後に治療を終了する。
経口薬への変更時期
- 臨床的改善
- 薬物摂取が可能
- 血行動態が安定
- 胃腸管が機能

退院不可能な条件
- 解熱していない（37.8度以上）
- 脈拍数100/分以上
- 呼吸数24/分以上
- 酸素飽和度90%以下
- 経口投与不可能

上記項目の2つ以上が残っている場合は不可能とされている。